# Kai Häfner

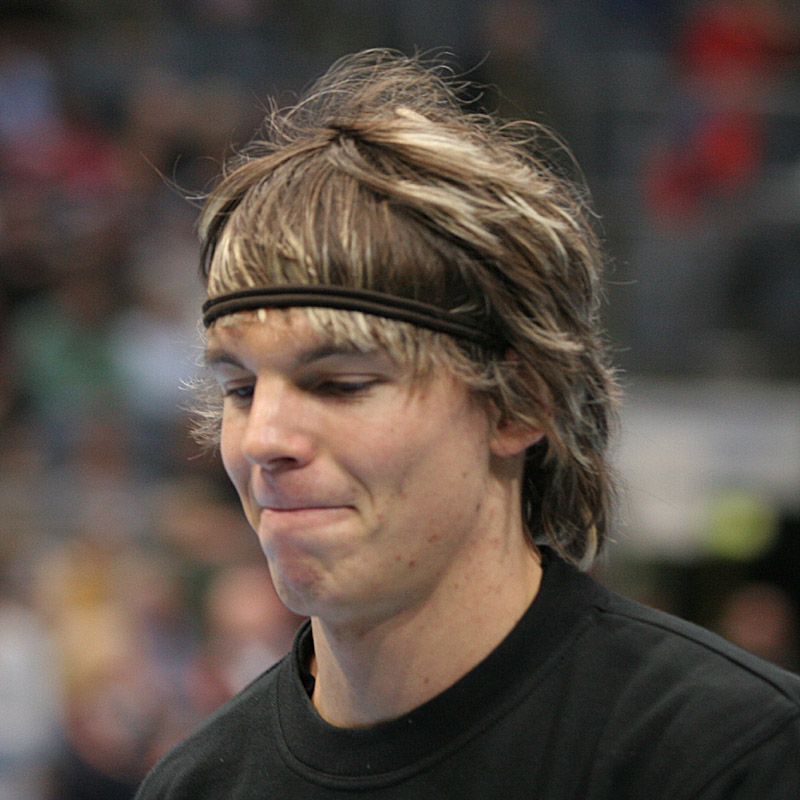
Kai Häfner, 2008.

Kai Häfner, född 10 juli 1989 i Schwäbisch Gmünd, Baden-Würtemberg, Tyskland, är en tysk handbollsspelare (högernia). Häfner spelar för TVB Stuttgart och det tyska landslaget.

## Klubblagskarriär
Kai Häfner spelar mest som högernia, men före sin tid i Göppingen även i som mittnia. Han började spela handboll i TSB Schwäbisch Gmünd. Säsongen 2006-2007 spelade han i andradivisionen för TV Bittenfeld och sedan i Bundesliga för Frisch Auf Göppingen. I Göppingen vann han EHF-cupen 2011. Efter att hans kontrakt i Göppingen löpte ut 2011 flyttade han till ligakonkurrenten HBW Balingen-Weilstetten. Från säsongen 2014-2015 spelade han för TSV Hannover-Burgdorf, där han stannade i fem år innan han flyttade  till MT Melsungen.
2023 skrev han på för TVB Stuttgart.
Enligt bundesligastatistik hade han den 26 oktober 2022 spelat 439 matcher och gjort sammanlagt 1 492 mål i bundesliga.

## Landslagskarriär
Häfner inledde med det tyska juniorlandslaget med att ta silver vid U20-EM 2008. Ett år senare vann han guld i U21-VM. Den 15 april 2010 debuterade han i herrlandslaget i en match mot Danmark.
Vid EM 2016 i Polen blev han uttagen till den sista matchen i huvudrundan mot Ryssland, efter en skada på Steffen Weinhold. Tyskland vann guldet efter seger mot Spanien i finalen. Häfner bidrog med totalt 15 mål på tre matcher. Det viktigaste var vinstmålet i matchens slutsekunder i 34–33-segern i semifinalen mot Norge. 
Vid OS 2016 i Rio de Janeiro vann han bronsmedaljen med det tyska laget. Vid EM 2018 deltog han också i mästerskapet. Han var också med i det tyska laget som deltog han vid OS i Tokyo som ägde rum 2021. Efter denna turnering har han spelat över 100 matcher och gjort över 200 mål i landslaget.